# Cerovec pod Bočem
Cerovec pod Bočem je naselje u slovenskoj Općini Rogaškoj Slatini. Cerovec pod Bočem se nalazi u pokrajini Štajerskoj i statističkoj regiji Savinjskoj. 

## Stanovništvo
Prema popisu stanovništva iz 2002. godine naselje je imalo 320 stanovnika.